# Gare d’Auxy - Juranville
Gare d’Auxy - Juranville vasútállomás Franciaországban, Auxy településen.

## Vasútvonalak
Az állomást az alábbi vasútvonalak érintik:
- Villeneuve-Saint-Georges-Montargis-vasútvonal
- Auxy - Juranville-Bourges-vasútvonal

## Kapcsolódó állomások
A vasútállomáshoz az alábbi állomások vannak a legközelebb: